# Martina Bacigalupo
Martina Bacigalupo (Génova, 1978) es una fotógrafa documental y periodista fotográfica independiente italiana. La mayor parte de su trabajo fotográfico lo ha desarrollado en países del África del Este, especialmente en Burundi, poniendo el foco en las personas y el entorno que les rodea.  
Sus fotografías se han publicado en varios medios de comunicación y además se han presentado en exposiciones colectivas e individuales y en Festivales de Fotografía como Encuentros de Arlés (Arlés, Francia). Su trabajo ha merecido distintos galardones y reconocimientos internacioinales, destacando y el Premio Canon a la Mujer Periodista Gráfica otorgado por la Asociación Francesa de Mujeres Periodistas (AFJ) en 2010 por su fotorreportaje “The Resistance of the Forgotten” en Uganda y el Premio FNAC Beca de Ayuda a la Creación Fotográfica (Francia) que recibió en 2012.
Algunas de sus series fotográficas más conocidas son:  Burundian Elections, que documenta la escalada de tensión que se dio en las elecciones de 2010 en Burundi; Pianissimo, Italia (2006); Forbidden, Burundi (2009); The Resistance of the Forgotten (2010); Fiore del Mio Pericolo (Pianissimo, Parte Seconda) (2009); The Backyard Women, Burundi (2010); My name is Filda Adoch, Uganda (2012); Gulu Real Art Studio y Without Faces, Uganda (2014).
Desde 2010 es socia activa de la Agencia VU (París, Francia) y le representa la galería Grimaldi Gavin (Londres, Inglaterra). Sus trabajos fotográficos se han publicado, entre muchos otros medios, en Internazionale, Esquire, Sunday Times Magazine, Elle, Jeune Afrique y Yo Donna.

## Estudios y trabajo
Martina Bacigalupo nació en Génova (Italia) en 1978. Estudió Literatura Comparativa y Filosofía en la Universidad de Génova, Italia, en la Facultad de Filosofía y Letras (promoción 2003), y después Fotografía en Inglaterra, en el London College of Communication (LCC) (promoción 2004/2005). En 2005 ganó el Premio Fotógrafo del Año the Black & White y en 2006 participó en la Reflexion Masterclass de París.  
En 2007 decidió trasladarse a vivir a Buyumbura (Burundi), para tratar de comprender y documentar la vida en África del Este. Allí desarrolló proyectos fotográficos personales y para varias organizaciones internacionales no gubernamentales como Naciones Unidas, Human Rights Watch, Amnistía Internacional, Médicos Sin Fronteras y Handicap International. Su trabajo fotográfico se suele centrar en temas sociales y relacionados con los Derechos Humanos en distintas poblaciones, como testigo de las condiciones de vida a lo largo del mundo. Sus últimos proyectos son sobre la violencia doméstica y el albinismo.
Después, fue seleccionada para la Joop Swart Masterclass 2008 en Ámsterdam y fue reconocida con el Premio Amilcare Ponchielli Grin en 2009. En 2010 se incorporó a la Agencia VU.
Entre los galardones que ha recibido desde 2005, tienen especial relevancia el Premio Canon a la Mujer Periodista Gráfica de la Asociación Francesa de Mujeres Periodistas (AFJ) por su fotorreportaje “The Resistance of the Forgotten” en Uganda, otorgado en 2010 y el FNAC Award for Photographic Creation (Francia) en 2012.

## Trayectoria artística
En 2006 realizó "Pianissimo, Italia", un trabajo sobre las personas ciegas en Italia y cómo las superficies, los olores y los sonidos cobran gran importancia en sus vidas. En 2009, en "Fiore del Mio Pericolo (Pianissimo, Parte Seconda)", en español "Flores de mi peligro (Pianissimo, segunda parte)", fotografió los días de trabajo del bailarín y coreógrafo Virgilio Sieni y dos niños, plasmando en sus fotografías una serie de movimientos superfluos sin guion establecido previamente.
También en 2009 se publicó "Forbidden", con ocasión de la aprobación por el gobierno de Burundi de una ley ilegalizando las relaciones homosexuales. Las fotografías muestran a los protagonistas expulsados de su hogar y rechazos por sus familias. Fueron tomadas por la fotógrafa durante las entrevistas realizadas por Human Rights Watch con miembros de la comunidad LGTB de Burundi.
En 2010, Bacigalupo llevó a cabo, de nuevo en Burundi, la serie "The Backyard Women", un seguimiento de la vida de varias mujeres africanas con problemas de fístula obstétrica, tanto antes como después de la operación, transmitiendo mediante imágenes esta dolencia, provocada por la pérdida del bebé en un parto largo y difícil, que les supone un flujo incontrolable de orina y material fecal, y cuya consecuencia es que, en la mayoría de los casos, estas mujeres son despreciadas por sus maridos y familia.
El mismo año la fotógrafa inició el proyecto "Umumalayika / Angel", una serie de fotografías de una madre e hija burundesas que se enfrentan juntas a una discapacidad, para el que tomó imágenes a lo largo de dos años. Y abordó la serie "Handicap, Burundi",  en la que muestra la vida de víctimas de la guerra, como personas discapacitadas por amputaciones, y con enfermedades como la lepra, la poliomielitis y la diabetes.
En 2011 empezó con el proyecto "Somalia: Mogadishu", que refleja el miedo de los habitantes de Mogadiscio, la capital somalí, ante los francotiradores; y continuó con la creación de "Wanawake, Being a woman in Congo", en español "Wanawake, ser mujer en Congo", en colaboración con Médicos Sin Fronteras (MSF) para reivindicar, y así poder responder, las necesidades médicas de la población en Masisi, en Kivu del Norte, Congo, al reflejar el difícil acceso a servicios básicos de atención de la salud durante el embarazo y el parto de las mujeres en el África subsahariana.
En 2012 desarrolló dos nuevos proyectos en Burundi, el primero denominado "Burundi, Children of Buterere" o "Burundi, Hijos de Buterere" en español, con imágenes de niños de esta localidad burundesa que dejan su trabajo en el vertedero para ir a la escuela; y el segundo "Burundi, Places of Memory" o "Burundi: Sitios de Memoria" en español, serie de fotografías basada en el viaje que realizó por el país, visitando lugares que guardan la memoria histórica de esta región en la que se cometieron matanzas, golpes de estado y otras atrocidades.
Ese mismo año, muy prolífico, abordó también los proyectos "Vietnam, Children of the Plateau" traducido como "Vietnam: Los niños de la Meseta", un trabajo fotográfico sobre las enfermedades de las mujeres relacionadas con el embarazo y las muertes en el parto en Vietnam; y "My name is Filda Adoch", "Mi nombre es Filda Adoch" en español, donde se refleja la guerra entre el Ejército de Uganda y el Ejército de Resistencia del Señor (ERS o LRA por sus siglas en inglés de Lord's Resistance Army), además de la vida cotidiana de una mujer ugandesa del distrito de Gulu. Por este trabajo fotográfico sobre Uganda recibió el Premio Canon a la Mujer Periodista Gráfica otorgado por la Asociación Francesa de Mujeres Periodistas (AFJ).
En 2014 publicó la serie "Ishaka: Do it with your own hands" en la que narra fotográficamente la vida de mujeres de Burundi que optaron a microcréditos después de ser estafadas y discriminadas en sus poblaciones de origen. Una crítica muy profunda contra la violencia de género y la discriminación hacia la mujer. 
El mismo año desarrolló otro proyecto fotográfico, el “Gulu Real Art Studio”, en el Distrito Gulu al norte de Uganda. En el estudio fotográfico más antiguo del Distrito Gulu, encontró en una papelera una serie de fotografías sin rostro. Como la clientela no podía pagar más que una de las cuatro fotos que imprimía la máquina fotográfica existente, el fotógrafo recortaba el rostro de una de las fotos para estampar en el DNI y descartaba las demás. La fotógrafa recuperó esas fotografías sin rostro como una crítica al sistema político, económico y social del país, y las acompañó de entrevistas a los personajes de las fotografías. La colección "Without faces" de Bacigalupo de retratos sin rostro fue expuesta en la Fundación Walther Collection, en la ciudad de Nueva York, y en el Festival Encuentros de Arlés, Francia, en 2014. Los retratos, junto a las entrevistas, también fueron recogidos en el libro publicado en 2016 por ediciones Steidl.

## Exposiciones y eventos
Entre las exposiciones y eventos a lo largo de su carrera, destacan entre otros:
- 2016: "La vida cotidiana en la Uganda postbèl", en el Centro de Cultura Contemporánea de Barcelona (CCCB) y "Lica a través de la historia de una mujer mutilada que lucha por sobrevivir en el campo" en el Festival «Visa pour l'Image - Perpignan», un festival de fotografía profesional de prestigio internacional en el sector de la fotografía documental.
- 2015: "Woman look, Diane Arbus to Letizia Battaglia, The Passion and courage", en Venecia y Savignano sul Rubicone.
- 2013/2015: "Gulu Real Art Studio", en Nueva York en 2013, en Vichy en 2014, Savignano sul Rubicone en 2015
- 2012: Exposiciones en el Centre de Cultura Contemporànea de Barcelona (CCCB), en Bastia, en la Saint Bertrand de Comminges , en Buyumbura ("Lieux de mémoires"), en París ("Être femme dans les Pays du Sud") y en Burdeos ("Être femme dans les Pays du Sud").
- 2011/2012: Expone por primera vez su serie "Mi nombre es Filda Adoch" en Perpignan. En 2012, en Barcelona.
- 2010/2011: "Umumalayika". Exposiciones en FNAC Italia
- 2010: "Burundi Elections". Amnistía Internacional
- 2010: "Malaria en el norte e Burundi". Médicos Sin Fronteras
- 2009: "Forbidden", gays & lesbians in Burundi. Human Rights Watch website
- 2008: Participa en el Official Lounge of the Book BALANCE, World Press Photo Amsterdam y "Le Double" en Chambre à Part en Estrasburgo.
- 2006: Ponencia en Masterclass Reflexion Exhibition 06/07 y expone una serie en la Pinacoteca Provinciale Di Bari en Italia.

## Premios
- 2012: Premio FNAC Beca de Ayuda a la Creación Fotográfica[1] (Francia)
- 2011: FNAC Award for Photojournalism[1] (Francia)
- 2011: Premio LericiPea, "Ligurian Poets and Artists in the World" (Italia)
- 2010: Premio Canon a la Mujer Periodista Gráfica,[14] otorgado por la Asociación Francesa de Mujeres Periodistas AFJ (Francia)
- 2009: Amilcare Ponchielli Grin Award[15] (Italia)

- 2005: Black & White Photographer of the Year Award[16] (Inglaterra)

## Publicaciones
- Shore, Robert  (2013): Gulu Real Art Studio. 112 pág. Ed. Steidl / The Walther Collection, Estados Unidos
- Sieni, Virgilio et D'Agostini, Franca (2009): Fiore del Mio Pericolo. Maschietto Editore, Italia